# Maître
Per maître s'intende un semplice maestro o un maestro d'arte, un insegnante o il proprietario di un'attività predisposta all'ospitalità ed alla ricezione di clienti. Come appellativo è molto utilizzato nelle arti, nelle professioni e nell'insegnamento. Nei paesi francofoni esistono dei titoli di studio ed onorifici cui corrisponde l'appellativo di maître. Questo appellativo significa, nella più semplice traduzione italiana, "maestro" con un senso di "dominio-dominanza" ma anche con il significato di "responsabile" dei servigi offerti dalla "Casa" che ospita. Al femminile il nome diviene maîtresse, di cui si parla nel paragrafo legato all'antropologia sociale.

## Nella ristorazione tradizionale
Nell'ambito della ristorazione il maître (più propriamente detto maître d'hôtel, anche se non necessariamente), opera presso una struttura alberghiera o comunque ricettiva; nel caso di ristoranti o di sala pranzo per alberghi esiste il maître di sala è il responsabile del ricevimento, dell'accoglienza, colui cioè che avendo provveduto all'organizzazione e all'aspetto generale, accoglie i clienti e sovrintende al personale di servizio, la cosiddetta brigata di sala, fissando i compiti dei vari addetti. Al maître ci si rivolge per richieste particolari, per lamentele o complimenti relativi al servizio, mentre la tavola viene approntata e servita dagli altri collaboratori; è suo, fra gli altri, il compito di gestire i rapporti tra cucina e sala, ordinazioni di fiori e complementi per gli arredi della/e sala/e, coordinare il personale di sala (camerieri, sommelier, ecc.), istruire la brigata di cucina per eventi o feste particolari, gestire clienti particolari o abituali ed organizzare il restante personale a sua disposizione. È infine colui che, finalizzato agli interessi del/i titolare/i o dell'azienda, cura il piacere e la soddisfazione del cliente, dal suo arrivo (guardaroba-auto in garage ecc.) alla sua uscita (conto, soddisfazione, assicurarsi che il cliente si sia trovato ben accolto dal suo staff).
In certi esercizi il maître corrisponde al "padrone" (titolare) dell'esercizio. In genere non interferisce con i compiti di cucina il cui capo indiscusso è lo chef. Con quest'ultimo stabilisce il menù del giorno o della stagione riferendo necessità eventualmente avvertite dai clienti in sala, comunque è anche suo compito la conclusione o il suggerimento di alcune voci nel menù.
Nei locali più tradizionali o raffinati veste un abbigliamento che si differenzia dal personale di servizio, in genere una giacca nera tipo smoking comunque mai vistosa, e con i toni dell'ambiente.
Esistono 3 tipi di maître e il più alto in grado è il maître d'hotel. Non necessariamente però, in un esercizio ristorativo e/o alberghiero, si trovano tutte e 3 le figure:
- Maître d'hotel (o semplicemente maître): imposta e dirige il servizio, prende le ordinazioni e mantiene continuamente il rapporto con i clienti accertandosi che tutto stia procedendo per il meglio. Deve inoltre possedere una buona cultura generale ed un'ottima padronanza delle lingue straniere. È a stretto contatto con il direttore, con il food and beverage manager (detto F&B), con il sommelier - con il quale si consulta per l'abbinamento dei vini - e con lo chef con cui collabora anche per la compilazione dei menù.
- Maître de salle: nel caso di un ristorante la figura di maître d'hotel è più propriamente detta maître de salle; tuttavia il maître de salle lo si trova anche in albergo e lì dirige la sala ristorante nel caso in quel momento non ci sia il maître d'hotel o nel caso in cui la sala sia molto grande.
- Maître de rang: il quale affianca lo chef de rang che si occupa di una sezione della sala ristorante (chiamata rango) molto importante; è tuttavia una figura molto rara, per il fatto che i ranghi importanti non sono poi molti.

## Nel settore giuridico
- Maître è l'appellativo usato in Francia per i professionisti del settore giuridico, ossia avvocati e notai.

## Nel settore della sicurezza
- Maître chien è un istruttore cinofilo destinato a compiti di sicurezza sia pubblica che privata;
- Maître nageur è il bagnino di salvataggio;
- Maestro d'armi è l'istruttore di armi.

## In antropologia sociale
L'utilizzo al femminile maîtresse ha vari significati (alcuni dei quali sono la trasposizione dell'appellativo al maschile, come ad esempio nel senso "proprietaria di"), tra cui:
- amante o, con riferimento a determinati periodi storici, "favorita" o "amante titolare" ad esempio nel caso della Maîtresse-en-titre o maîtresse royal di alcuni reali.
- la tenutaria di una casa di tolleranza[2]; per traslato anche prostituta.